# Cynamończyk
Cynamończyk (Hypocryptadius cinnamomeus) – gatunek małego ptaka z rodziny wróbli (Passeridae). Zamieszkuje endemicznie wyspę Mindanao leżącą w południowych Filipinach. Jego środowiskiem życia są górskie lasy mgliste.
Systematyka
Cynamończyk jest jedynym przedstawicielem podrodziny cynamończyków (Hypocryptadiinae) i rodzaju Hypocryptadius. Takson ten do niedawna zaliczany był do rodziny szlarników (Zosteropidae), jednak na podstawie badań genetycznych i szczegółowych badań morfologicznych przeniesiono go do rodziny wróbli. Jest gatunkiem reliktowym, oddzielił się od typowych wróbli około 31 milionów lat temu i różni się od nich na tyle, że proponowane jest umieszczenie go w osobnej, monotypowej podrodzinie Hypocryptadiinae. Nie wyróżnia się podgatunków.
Status
W Czerwonej księdze gatunków zagrożonych Międzynarodowej Unii Ochrony Przyrody nieprzerwanie od 1988 roku zaliczany jest do kategorii LC (najmniejszej troski). Liczebność populacji nie została oszacowana, w 2000 roku opisywany był jako pospolity. Trend liczebności populacji uznawany jest za spadkowy.